# Хунисаванк
Хунисаванк (арм. Խունիսավանք) — армянский монастырь IX—X века. Развалины монастыря находятся на левом берегу реки Гетабек, в южной части села Соукбулак (быв. Коминтерн) Кедабекского района Азербайджана.

## Архитектура
Стены церкви — единственного сохранившегося строения — возведены из груботёсаного камня и лишены какого-либо орнамента. Единственный вход расположен с западной стороны, восьмиугольный барабан купола имеет четыре узких окна, подкупольный квадрат стен переходит к куполу с помощью парусов. Изнутри церковь покрыта почти полностью сохранившимся известковым раствором. Надписей не сохранилось. В окрестностях Хунисаванка есть развалины построек, большая часть которых сейчас покрыта густым лесом.

## История
Монастырь Хунисаванк был построен в IX веке, в период после освобождения от арабского владычества, ознаменовавшийся подъёмом возрождённого армянского царства. В таком же крестообразном стиле и со схожим куполом, как и главная церковь Хунисаванка, была построена церковь монастыря Варазгом (ныне Лачинский район).
М. Бархударьянц в своей книге «Арцах» в 1895 году писал:

Построен восточнее Нор-Гетабека, на левом берегу реки Гетабек, рядом с которой находится татарское село Моллалу. Небольшой монастырь имеет красивую архитектуру, но сейчас он обезлюдел.
Оригинальный текст (арм.)Հիմնուած է Նոր-Գետաբակի արևելեան հանդէպ, Գետաբակ անուն վտակի ձախ կողմում, որին մօտ է Մօլլալու թրքաբնակ գիւղն: Փոքր վանքս ունի կաթուղիկէ և գեղեցիկ շինութիւն. բայց այժմ անմարդաբնակ է